# معايير مجال البحث

مشروع معايير مجال البحث هو مبادرة للطب الشخصي في الطب النفسي، طوّرها المعهد الوطني الأمريكي للصحة العقلية. وعلى عكس الدليل التشخيصي والإحصائي للاضطرابات العقلية الذي تُديره الجمعية الأمريكية للطب النفسي، يهدف مشروع معايير مجال البحث إلى معالجة التباين في تصنيف الأمراض الحالي من خلال توفير إطار عمل قائم على العوامل البيولوجية، بدلاً من الأعراض، لفهم الاضطرابات العقلية.  "يُعدّ مشروع معايير مجال البحث محاولةً لابتكار نوع جديد من التصنيف للاضطرابات العقلية من خلال توظيف قوة مناهج البحث الحديثة في علم الوراثة وعلم الأعصاب وعلم السلوك في معالجة مشكلة الأمراض العقلية." 

## الدعوة إلى الإنشاء

يشرف المعهد الوطني للصحة العقلية على مبادرة معايير مجال البحث.

تدعو الخطة الاستراتيجية للمعهد الوطني للصحة العقلية لعام 2008 المعهد إلى "تطوير طرق جديدة لتصنيف الاضطرابات العقلية ، لأغراض البحث، استنادًا إلى أبعاد السلوك الملحوظ والمقاييس العصبية الحيوية."  وتستمر الخطة الاستراتيجية:
حالياً، يعتمد تشخيص الاضطرابات النفسية على الملاحظة السريرية—أي تحديد الأعراض التي تميل إلى التكتل معاً، وتحديد وقت ظهورها، وتحديد ما إذا كانت الأعراض تختفي، أو تعود، أو تصبح مزمنة. ومع ذلك، فإن الطريقة التي يتم بها تعريف الاضطرابات النفسية في النظام التشخيصي الحالي لا تدمج المعلومات المعاصرة من أبحاث علم الأعصاب التكاملية، وبالتالي فهي ليست مثالية لتحقيق التقدم العلمي من خلال مناهج علوم الأعصاب. من الصعب تفكيك تكتلات السلوكيات المعقدة ومحاولة ربطها بالأنظمة العصبية البيولوجية الأساسية. يمكن اعتبار العديد من الاضطرابات النفسية بأنها تقع على أبعاد متعددة (مثل الإدراك، والمزاج، والتفاعلات الاجتماعية)، بسمات تمتد على طيف يتراوح من الطبيعي إلى الحاد. قد يعكس الترافق بين عدة اضطرابات نفسية أنماطًا مختلفة من الأعراض ناتجة عن عوامل خطر مشتركة وربما عن نفس العمليات المرضية الأساسية.
ولإيضاح الأسباب الكامنة وراء الاضطرابات النفسية، سيكون من الضروري تعريف وقياس وربط المكونات البيولوجية والسلوكية الأساسية للأداء الطبيعي وغير الطبيعي. وسيتطلب هذا الجهد دمج دراسات في علم الوراثة، وعلوم الأعصاب، والتصوير، والسلوك، والسريرية. من خلال ربط المكونات البيولوجية والسلوكية الأساسية، سيصبح من الممكن بناء أنماط ظاهرية (سمات أو خصائص قابلة للقياس) صالحة وموثوقة للاضطرابات النفسية. وسيساعدنا ذلك في توضيح أسباب الاضطراب، وتحديد الحدود والتداخل بين الاضطرابات النفسية.
ولفهم الاضطرابات النفسية من حيث الأبعاد و/أو المكونات البيولوجية العصبية والسلوكية، سيكون من المهم أن:
- يبدأ العمل على جمع الخبراء في العلوم السريرية والأساسية لتحديد المكونات السلوكية الأساسية التي قد تمتد عبر عدة اضطرابات (مثل الوظائف التنفيذية، وتنظيم الانفعال، وإدراك الأشخاص) والتي تكون أكثر قابلية للمناهج العصبية.
- تطوير أدوات قياس موثوقة وصحيحة لهذه المكونات الأساسية من الاضطرابات النفسية لاستخدامها في الدراسات الأساسية وفي البيئات السريرية.
- تحديد النطاق الكامل للاختلاف، من الطبيعي إلى غير الطبيعي، بين المكونات الأساسية لتحسين الفهم لما هو نموذجي مقابل ما هو مرضي.
- دمج المكونات الوراثية، والعصبية البيولوجية، والسلوكية، والبيئية، والتجريبية الأساسية التي تُكوّن هذه الاضطرابات النفسية.[4]

## التباين مع الدليل التشخيصي والإحصائي للاضطرابات النفسية
في 29 نيسان 2013، أي قبل بضعة أسابيع من صدور الطبعة الخامسة من الدليل (DSM-5)، نشر مدير المعهد الوطني للصحة النفسية توماس إنسل تدوينة نقد فيها منهجية الدليل وأبرز التحسينات التي يقدمها المشروع.
كتب إنسل:
رغم أن الدليل وُصف بأنه "الكتاب المقدس" للمجال، إلا أنه، في أفضل حالاته، مجرد قاموس، يخلق مجموعة من التسميات ويحدد كل واحدة منها. قوة كل طبعة من الدليل كانت في "الموثوقية" – حيث ضمنت كل طبعة أن يستخدم الأطباء المصطلحات ذاتها بالطريقة نفسها. أما ضعفه فيكمن في غياب "الصلاحية". وعلى عكس تعريفاتنا لأمراض مثل مرض القلب الإقفاري، أو اللمفوما، أو الإيدز، فإن تشخيصات الدليل تستند إلى إجماع حول مجموعات من الأعراض السريرية، وليس إلى أي قياس مخبري موضوعي.
في تلك التدوينة، كتب إنسل: "المرضى الذين يعانون من اضطرابات نفسية يستحقون ما هو أفضل."
وقد توسع لاحقًا في هذا الرأي قائلًا: "أنا أنظر إلى البيانات وأشعر بالقلق... لا أرى انخفاضاً في معدلات الانتحار أو انتشار المرض النفسي أو أي مقياس من مقاييس الاعتلال. أرى ذلك في مجالات طبية أخرى، لكني لا أراه في الطب النفسي. وهذا كان أساس قولي إن المرضى النفسيين يستحقون أفضل."
وفي سعيها لحل مشكلاتها مع الدليل الجديد، أطلقت المعهد الوطني الأمريكي للصحة العقلية مشروع معايير مجالات البحث (معايير مجال البحث)، استنادًا إلى أربع فرضيات:
- يجب ألا يكون النهج التشخيصي المعتمد على البيولوجيا بالإضافة إلى الأعراض مقيدًا بالفئات الحالية في الدليل.
- الاضطرابات النفسية هي اضطرابات بيولوجية تشمل دوائر دماغية تؤثر في مجالات محددة من الإدراك، أو العاطفة، أو السلوك.
- يجب فهم كل مستوى من التحليل عبر بُعد من الوظيفة.
- إن رسم خريطة للجوانب الإدراكية، والدائرية، والوراثية للاضطرابات النفسية سيؤدي إلى أهداف جديدة وأفضل للعلاج.

شدد إنسل على أن مشروع معايير مجال البحث لا يُصمم كمعايير تشخيصية بديلة للدليل، بل كإطار بحثي للتطوير المستقبلي. وتستند حجته إلى القول بأن "التشخيص القائم على الأعراض، الذي كان شائعًا في مجالات الطب الأخرى، قد تم التخلي عنه إلى حد كبير خلال نصف القرن الماضي بعد أن أدركنا أن الأعراض وحدها نادرًا ما تشير إلى أفضل خيار للعلاج." ونتيجة لهذا الموقف، لم يعد المعهد الوطني للصحة النفسية يستخدم الدليل كمعيار لتقييم تمويل التجارب السريرية المستقبلية.
وقد نُقل عن الباحث في الدليل إريك هولاندر قوله: "أعتقد أن ذلك يعكس بالفعل نقصًا في الاهتمام والثقة من جانب المعهد بعملية الدليل، واستثمارًا في أنظمة تشخيصية بديلة."
وصفٌ من المعهد الوطني الأمريكي للصحة العقلية لمشروع معايير مجال البحث يوضح:
حالياً، يعتمد التشخيص في الاضطرابات النفسية على الملاحظة السريرية وتقارير الأعراض الظاهرية للمرضى... ومع ذلك، فإن النظام التشخيصي الحالي يسبق الأبحاث الحديثة في علم الأعصاب المعاصر، ولا يستفيد من الاكتشافات الحديثة في علم الوراثة؛ ولا من علوم الأعصاب الجزيئية، والخلوية، والنُظمية.

## مصفوفة معايير مجال البحث
تُعد مصفوفة معايير مجال البحث إحدى طرق تنظيم المفاهيم المعنية، حيث تكون المجالات عبارة عن جداول، والمُنشآت كصفوف، والمنشآت الفرعية كصفوف فرعية، ووحدات التحليل غالبًا ما تُعرض كأعمدة.
| البُنية (Construct)        | الجينات   | الجزيئات (Molecules) | الخلايا (Cells)                             | الدوائر العصبية (Circuits) | الفيزيولوجيا (Physiology) | السلوك (Behavior) | التقارير الذاتية (Self-reports)                                                                               | النماذج التجريبية (Paradigms) |
| ------------------------- | --------- | --- | ------------------------------------------- | --- | --- | --- | --- | --- |
| التهديد الحاد (الخوف)     | غير متوفر | BDNF، CCK، كورتيزول/كورتيكوستيرون، عائلة CRF، دوبامين، القنب الداخلي، FGF2، GABA، غلوتاميت، نيوروببتيد S، نيوروسْتيرويد، مستقبل NMDA، NPY، OX، أوكسايتوسين، سيروتونين، فاسوبريسين | خلايا GABAergic، غليا، عصبونات، خلايا هرميّة | اللوزة الدماغية: القاعدية، المركزية، الجانبية، الإنسية، ACC: الظهرية، المنقارية، الجهاز العصبي الذاتي، الحُصين: الخلفي، الأمامي، تحت المهاد، ICMs، القشرة الجُزَيريّة، القشرة الجبهية المدارية، PAG: الظهرية، البطنية، الجسر، LC، القشرة الجبهية، vmPFC (il)، dmPFC (pl)، LPFC/Ins، RPVM | ضغط الدم، تخطيط كهربية العضلات (EMG) للوجه، تتبع العين، معدل ضربات القلب، قياس الحدقة، التنفس، دقة الاستجابة، السياق المفاجئ، الاستجابة المفاجئة المعزَّزة بالخوف | خفض الإحساس بالألم، التوجه التطوري المبكر، التجنب، تعابير الوجه، التجمّد، الميدان المفتوح، التحكم التثبيطي، زمن الاستجابة، تقييم المخاطر، التوجه الاجتماعي                                                                                                | مقياس مسح الخوف، مقياس الوحدة الذاتية للضيق (SUDS)                                                            | اختبار التوجه السلوكي، اختبار تحدي ثاني أكسيد الكربون، اختبار الضغط البارد، التكييف الخوفي، اختبارات الغرباء، اختبار الضغط الاجتماعي Trier |
| التهديد المحتمل (القلق)   | غير متوفر | كورتيزول، عائلة CRF | خلايا الغدة النخامية                        | BNST (السرير الطرفي للنتوء اللوزي) | ACTH، متوسط مستويات الكورتيزول، الاستجابة المفاجئة المعززة | غير متوفر | مؤشر حساسية القلق، مقياس تثبيط السلوك (BIS)، مقياس الخوف من التقييم السلبي، مقياس عدم تحمل الغموض، مقياس LEDS | مهمة التهديد NPU |
| التهديد المستمر           | غير متوفر | ACTH، CRF، هرمونات محور HPA | الحُصين، ميكروغليا، القشرة الجبهية الأمامية  | شبكة الانتباه، خلل في استجابة اللوزة، خلل في استجابة الحزامية، أنظمة العادة: المخطط، النواة الذنبية، النواة المتكئة، نوى تحت المهاد، PVT، شبكة اليقظة | خلل في محور HPA، السلبية المتعلقة بالخطأ | انعدام التلذذ/انخفاض السلوك التوجيهي، إثارة القلق، انحياز الانتباه نحو التهديد، التجنب، انخفاض الرغبة الجنسية، سلوك العجز، زيادة اكتشاف الصراع، السلوك التكراري الزائد، عيوب في استدعاء الذاكرة، الحساسية للعقاب                                         | استبيان صدمات الطفولة، LEDS، العائلات عالية الخطورة، STRAIN، TSI، مقابلة ضغوط الحياة لدى اليافعين             | غير متوفر |
| الفقد                     | غير متوفر | أندروجين، CRH، إستروجين، مستقبل الجلوكوكورتيكويد، جزيئات التهابية، أوكسايتوسين، ADH                                                                                              | غير متوفر                                   | اللوزة، شبكة النمط الافتراضي، DLPFC، أنظمة العادة: المخطط، النواة الذنبية، النواة المتكئة، الحُصين، القشرة الجُزَيريّة، القشرة الجبهية المدارية، القشرة الجدارية، PCC، PVN، دوائر المكافأة، vmPFC                                                                                        | الجهاز العصبي الذاتي، HPA، الجهاز العصبي المناعي، الاستجابة الفيزيولوجية الطويلة                                                                                | انعدام الحافز، انعدام التلذذ، انحياز الانتباه للمعلومات السلبية، البكاء، الوظيفة التنفيذية، الذنب، زيادة التركيز على الذات، فقدان الدافع، انحياز الاستدعاء المتعلق بالفقد، أفكار سوداوية، التباطؤ الحركي النفسي، الاجترار، الحزن، العار، الانسحاب، القلق | LEDS، STRAIN                                                                                                  | مقاطع أفلام مثيرة للحزن |
| الإحباط بسبب عدم المكافأة | غير متوفر | دوبامين، GABA، غلوتاميت، سيروتونين، ستيرويدات، ADH | غير متوفر                                   | اللوزة، تحت المهاد، LC، القشرة الجبهية المدارية، PAG، الجهاز العصبي المحيطي، الحاجز، المخطط | غير متوفر | العدوانية العلائقية والجسدية | المقياس الفرعي للاستجابة للإحباط، استبيان الإحباطات اليومية                                                   | Lab-TAB، PSAP |

| البنية / البنية الفرعية             | الجينات   | الجزيئات                                                                             | الخلايا                                           | الدوائر العصبية | الفيزيولوجيا                                                   | السلوك                                                              | التقارير الذاتية | النماذج التجريبية (البارادايمات)                                                                       |
| ----------------------------------- | --------- | ------------------------------------------------------------------------------------ | ------------------------------------------------- | --- | -------------------------------------------------------------- | ------------------------------------------------------------------- | --- | --- |
| الاستجابة للمكافأة                  |           |                                                                                      |                                                   | |                                                                |                                                                     | | |
| توقّع المكافأة                       | غير متوفر | غير متوفر                                                                            | غير متوفر                                         | غير متوفر | غير متوفر                                                      | غير متوفر                                                           | غير متوفر | مهمة التأخير التحفيزي المالي (Monetary Incentive Delay)                                                |
| الاستجابة الأولية للمكافأة          | غير متوفر | CREB، القنب الداخلي، FosB، غلوتاميت، أفيونات مو و دلتا، أوركسين                      | غير متوفر                                         | القشرة الجُزَيريّة الأمامية، ACC الظهرية، LH، القشرة الجبهية المدارية الإنسية، النواة المتكئة، الكرة الشاحبة البطنية، القشرة الجبهية الأمامية البطنية الإنسية، VTA | غير متوفر                                                      | تفاعلية الذوق                                                       | المقياس الفرعي "الاستهلاكي" من مقياس TEPS، PANAS (نسخة الحالة)                                                                         | مهمة التخمين البسيطة                                                                                   |
| الإشباع من المكافأة                 | غير متوفر | غير متوفر                                                                            | غير متوفر                                         | غير متوفر | غير متوفر                                                      | غير متوفر                                                           | غير متوفر | جدول الإشباع بمعدل ثابت (Fixed-ratio satiation schedule)                                               |
| تعلم المكافأة                       |           |                                                                                      |                                                   | |                                                                |                                                                     | | |
| التعلم الاحتمالي والتعزيز           | غير متوفر | غير متوفر                                                                            | غير متوفر                                         | غير متوفر | غير متوفر                                                      | غير متوفر                                                           | غير متوفر | مهمة النطاق المزدوج المتغير، التكييف الكلاسيكي، مهمة المكافأة الاحتمالية، مهمة اختيار المحفز الاحتمالي |
| خطأ التنبؤ بالمكافأة                | غير متوفر | دوبامين، سيروتونين                                                                   | غير متوفر                                         | اللوزة، العقد القاعدية، ACC الظهرية، النوى الجانبية للهابينولا، القشرة الجبهية المدارية، النواة السقيفية الوسطى المنقارية، المادة السوداء / VTA، المخطط البطني  | الموجات البطيئة القشرية، تغير معدل ضربات القلب، التوصيل الجلدي | تتبع الهدف، الاقتراب البافلوفي، تسريع متعلق بالمكافأة، تتبع الإشارة | التنبؤ العاطفي، مقياس ASAM، استبيان توقعات الأكل، المقياس العام لتوقعات المكافأة والعقاب، تقرير ذاتي عن التوق، المقياس التوقعي لـ TEPS | مهمة النطاق المزدوج المتغير، مهمة اليانصيب السلبية لـ Rutledge                                         |
| العادة – نظام المكافأة الوسيط (PVS) | غير متوفر | أستيل كولين، الغلوتاميت المشترك الإفراز، CREB، الدوبامين والجزيئات المرتبطة به، FosB | العصبونات الدوبامينية، العصبونات الشوكية المتوسطة | المخطط الظهري، القشرة الجبهية الأمامية الإنسية، SN/VTA، المخطط البطني                                                                                           | غير متوفر                                                      | سلوكيات قهرية، سلوكيات تكرارية، سلوكيات نمطية                       | قائمة السلوكيات الشاذة، مقاييس السلوكيات التكرارية                                                                                     | مهمة تخفيض القيمة، مهمة تعلم العادة، مهمة العادة                                                       |
| تقييم المكافأة                      |           |                                                                                      |                                                   | |                                                                |                                                                     | | |
| الاحتمالية                          | غير متوفر | غير متوفر                                                                            | غير متوفر                                         | غير متوفر | غير متوفر                                                      | غير متوفر                                                           | غير متوفر | مهمة الاختيار الاحتمالي، مهمة الاستعداد للدفع                                                          |
| التأخير                             | غير متوفر | غير متوفر                                                                            | غير متوفر                                         | غير متوفر | غير متوفر                                                      | غير متوفر                                                           | غير متوفر | مهمة تقليص قيمة التأخير (Delay Discounting)                                                            |
| الجهد                               | غير متوفر | أدينوزين، دوبامين، GABA                                                              | غير متوفر                                         | اللوزة القاعدية الجانبية، ACC الظهرية، الكرة الشاحبة البطنية، المخطط البطني (النواة المتكئة)، VTA                                                               | غير متوفر                                                      | غير متوفر                                                           | المقياس الفرعي "الدافع" من مقياس تفعيل السلوك                                                                                          | مهمة EEfRT                                                                                             |

| المجال / البُعد | الجينات   | الجزيئات                                                             | الخلايا                                    | الدوائر العصبية | الفيسيولوجيا                                                    | السلوك                                                 | التقارير الذاتية           | المهام/النماذج التجريبية                                            |  |
| الانتباه       | غير متوفر | GABA، جلوتامات، أستيل كولين، دوبامين، هستامين، سيروتونين             | الخلايا البينية إيجابية بارڤالبيومين       | شبكة المهمات مقابل الراحة، البُلفينار، نواة المهاد الشبكية، اللوزة، الدماغ الأمامي القاعدي، الشبكات الظهرية والبطنية | موجات ERP (N1، N2، P1، P300)، اتساع حدقة العين، تباطؤ نبض القلب | التشتت، الانتباه المستدام، الانتباه المكاني / للكائنات | غير متوفر                  | مهمة شبكة الانتباه، الوميض الانتباهي، المهام المزدوجة، البحث البصري |  |
| الإدراك البصري | غير متوفر | أستيل كولين، كاتيكولامينات، GABA، جلوتامات، NMDA، ببتيدات، سيروتونين | خلايا بارڤالبيومين، خلايا هرمية            | كينيو، ماجنو، بارفو خلوية، قشرية، المسارات الظهرية/البطنية                                                          | BOLD، ERP، تذبذبات، ssVEP، VEP العابر                           | التمييز، التعلّم، الكشف، القراءة                        | فصام، اكتئاب               | الإخفاء البصري، الأوهام البصرية، التعرف على الأجسام، معالجة الحركة  |  |
| الإدراك السمعي | غير متوفر | أستيل كولين، GABA، جلوتامات، NMDA، سيروتونين                         | خلايا شعر القوقعة، الخلايا البينية القشرية | A1، الجزيرة، جذع الدماغ، القوقعة، النواة الركبية الإنسيّة، التلفيف الصدغي العلوي                                     | ASSR، MMN، N1، P3a، P50، fMRI                                   | التعرف، تحديد الموقع المكاني، الكشف                    | الهلوسة السمعية، فرط السمع | الإخفاء السمعي، تأثير مكغورك، اكتشاف الجدة، مطابقة النغمة           |  |

| البُعد / المجال    | الجينات | الجزيئات                                 | الخلايا                                                                            | الدوائر العصبية | الفيسيولوجيا | السلوك                                         | التقارير الذاتية       | النماذج / المهام |
| الذاكرة التصريحية | لا يوجد | كوليني، جلوتاماتي، نورأدريناليني، أفيوني | الخلايا الدبقية، خلايا الحبيبات، الخلايا البينية المثبطة والمنبهة، الخلايا الهرمية | الدوائر الحُصَينية الخارجية والداخلية، التفاعل بين القشرة الجبهية الأمامية والقشرة الجدارية الخلفية مع قشور الترابط                                                    | اللدونة المشبكية المرتبطة بـ AMPA وNMDA، شيفرات الاقتران، تزامن الجبهية/الصدغية، تأثير الذاكرة اللاحق (FMRI، ERP)، نشاط خلايا المكان، حالات الصعود/الهبوط | التمييز، الألفة، التعلم، الاستدعاء، التعرف     | مقابلة التقييم المعرفي | التكافؤ المكتسب، الاستدعاء المتأخر، تعلم القوائم والقصص، التعلم المرتبط بالاقتران، الاستدلال الانتقالي |
| اللغة             | لا يوجد | لا يوجد                                  | لا يوجد                                                                            | القشرة الجبهية السفلية، القشرة الجدارية السفلية، القشرة الصدغية السفلية، القشور الجانبية العلوية والوسطى الصدغية، التداخل مع دوائر الذاكرة والحركة والحسية والعاطفية | السلبيات الأمامية، N400، P600/السلبيات المتأخرة | خطاب مترابط، جمل مترابطة، إنتاج الكلمات وفهمها | مقابلة التقييم المعرفي | إنتاج اللغة، تحليل مخرجات اللغة باستخدام المدونات اللغوية، التسمية، فهم اللغة، إجابة الأسئلة المتعلقة بالمحتوى، تمييز الجمل المترابطة وغير المترابطة، تصنيف العلاقات الدلالية بين الكلمات، تتبع العين والحركة لفهم اللغة المنطوقة، التلاعب بالتماسك والارتباط والتنبؤ والقبول والسلوك غير اللفظي |

| البُعد                                                                       | الجينات | الجزيئات                                           | الخلايا             | الدوائر العصبية                                                                                  | الفيزيولوجيا                                        | السلوك                                                | التقارير الذاتية                                 | النماذج/المهام                                                            |
| التحكم المعرفي - اختيار الهدف وتحديثه وتمثيله والمحافظة عليه (الجزء 1 من 2) | لا يوجد | لا يوجد                                            | لا يوجد             | LPFC الأمامي/القطبي (BA10)، تثبيط الشبكة الافتراضية DMN                                          | لا يوجد                                             | لا يوجد                                               | مقياس BRIEF (جيو)                                | مهام بادري، نموذج كوشلين، تبديل المهام                                    |
| التحكم المعرفي - اختيار الهدف وتحديثه وتمثيله والمحافظة عليه (الجزء 2 من 2) | لا يوجد | أستيل كولين، دوبامين، غابا، جلوتامات، نورإيبينفرين | الخلايا الهرمية، PV | القشرة الجبهية الأمامية الظهرية، القشرة الجداريّة الخلفية، الثالاموكورتيكال                       | تزامن غاما، قياس الحدقة                             | تشتيت الانتباه، سلوكيات خارج المهمة                   | BRIEF، استبيان الفشل المعرفي، SANS/SAPS/PANSS    | نموذج AX، مهام انقلاب المثير-الاستجابة، تبديل المهام، مهام البرج          |
| التحكم المعرفي - اختيار الاستجابة؛ التثبيط / الكبح (الجزء 1 من 2)           | لا يوجد | أستيل كولين، دوبامين، غابا، جلوتامات، نورإيبينفرين | الخلايا الهرمية، PV | القشرة الجبهية الأمامية الظهرية، القشرة الجداريّة الخلفية، القشرة الجبهية الجانبية السفلية        | موجات غاما وثيتا                                    | سلوكيات اندفاعية                                      | BRIEF، SANS/SAPS/PANSS                           | فلانكر، سيمون، ستروب                                                      |
| التحكم المعرفي - اختيار الاستجابة؛ التثبيط / الكبح (الجزء 2 من 2)           | لا يوجد | أستيل كولين، دوبامين، غابا، جلوتامات، نورإيبينفرين | الخلايا الهرمية     | BA6/8 (FEF)، القشرة الجداريّة الخلفية، المنطقة الحركية التكميلية، الدارة الجبهية البطينية الشاحبة | ألفا، قياس الحدقة، التثبيط القشري قصير الفاصل (TMS) | تشتيت الانتباه، سلوكيات اندفاعية، سلوكيات خارج المهمة | مقياس ADHD، ATQ/CBQ، BRIEF، مقياس كونرز للاندفاع | أنتي ساكاد، مهام استجابة متضاربة، إيقاف الاستجابة، وقت تفاعل إشارة التوقف |
| مراقبة الأداء                                                               | لا يوجد | دوبامين، سيروتونين                                 | لا يوجد             | ACC / pre-SMA، الجزيرة                                                                           | ERN، N2، N450                                       | تعديلات الأداء بعد الخطأ أو الصراع                    | الدرجة الكلية لمقياس YBOCS                       | فلانكر، سيمون، ستروب                                                      |

| البُنية (المُكوّن)                    | الجينات | الجزيئات | الخلايا | الدارات العصبية | الفيزيولوجيا |
| الاستثارة                          | لا يوجد | أسيتيل كولين، هرمون مُفرِز للكورتيكوتروبين، السيتوكينات، الدوبامين، حمض غاما أمينوبوتيريك، الغريلين، الغلوتامات، الهيستامين، الأوركسين، اللبتين، النيوروبيبتيد Y، النورإبينفرين/النورأدرينالين، الأفيونات، الأوكسيتوسين، السيروتونين، الهرمون المضاد لإدرار البول                                                                                              | أنوية القاعدة الأمامية، النواة المركزية لللوزة، الرفاء الظهري، تحت المهاد، تحت المهاد الجانبي، المنطقة الظهرية الإنسية، LDT، LC، PPT، TMN، المنطقة السقفية البطنية                | أنوية القاعدة إلى القشرة، أنوية وجذوع كولينية وأحاديات الأمين، الدارات المرتبطة بالإيقاع اليومي والنوم، الدارات القشرية (منطقة الفص الجبهي-الجزيري ٣٢)، روابط تبادلية مع تحت المهاد، روابط تبادلية بين NTS والنواة المركزية للوزة                                                                                                | تخطيط الدماغ، تخطيط العضلات، الجهد المُرتبط بالحدث، التصوير بالرنين المغناطيسي الوظيفي، النشاط العصبي، الجهاز العصبي اللاإرادي (ضغط الدم، التنفس، التوصيل الكهربائي للجلد، معدل ضربات القلب، حجم الحدقة)، محور HPA (ACTH، CRF، الجلوكوكورتيكويد)، الفروقات حسب الجنس                                                                                      |
| الأنماط اليومية (الإيقاع اليوماوي) | لا يوجد | السيروتونين (المدخلات)، الدوبامين، حمض غاما أمينوبوتيريك، الغلوتامات، الميلانوبسين، النيوروبيبتيد Y، PACAP، SP، عوامل التزامن والتنظيم في نواة التأقلم اليومي، الهرمون المضاد لإدرار البول، كالبيندين، AMP الحلقي، GMP الحلقي، أكسيد النتريك، الستيرويدات، VIP، (المخرجات: الهرمون المضاد لإدرار البول، الكورتيزول، حمض غاما أمينوبوتيريك، الميلاتونين، VIP) | الخلايا الليفية، الخلايا العقدية الشبكية الحساسة للضوء، العصبونات الشوكية المتوسطة، خلايا الجيب الأنبوبي، الخلايا الصنوبرية، العصي والمخاريط، خلايا الساعة في نواة التأقلم اليومي | المدخلات: إسقاط الرفاء إلى نواة التأقلم، الخلايا الشبكية، RHT، المسار الشبكي البصري؛ المخرجات: اللوزة/الحُصين، اللوزة المركزية/BNST، محور HPA، مجموعات الخلايا العصبية الصماوية، تحت المهاد، الأوركسين، PVN، DMH، نواة التأقلم اليومي/SCG/الغدة الصنوبرية، الجهاز العصبي السمبثاوي والباراسمبثاوي، القلب/القشرة، الدارات الموسمية | تعبير الجينات، النشاط العصبي، الناقلات العصبية |
| النوم واليقظة                      | لا يوجد | أسيتيل كولين، الأدينوزين، هرمون مُفرِز للكورتيكوتروبين، السيتوكينات، الدوبامين، حمض غاما أمينوبوتيريك، جالانين، الغلوتامات، الهيستامين، الأوركسين، النورإبينفرين/النورأدرينالين، النيوروبيبتيد Y، السيروتونين، الهرمون المضاد لإدرار البول | تحت المهاد الأمامي والقاعدة الأمامية، جذع الدماغ (LC، الرفاء، LDT/PPT، VTA)، HACER، تحت المهاد، PHR (TMN)، المهاد (MD، Rt)                                                        | النوم غير الحالم: القشرة الأمامية والقاعدية إلى خلايا تحفيز الاستثارة؛ النوم الحالم: أنوية الجسر؛ اليقظة: دارات من الاستثارة والإيقاع اليومي | النشاط الأيضي في الدماغ، القدرة على الاستيقاظ تحت التحفيز المنخفض، تخطيط الدماغ (مغزل النوم، الموجة البطيئة، الموجة ثيتا)، تخطيط العضلات، تخطيط العين، مراحل النوم غير الحالم والحالم، قياسات فيزيولوجية للنعاس، دافع النوم أثناء اليقظة، الفروقات الجنسية في النوم، هرمونات النوم، زمن الدخول في النوم، التنظيم الزمني والموضعي للنوم، ديناميكيات النوم |

| البناء / البناء الفرعي                        | الجينات   | الجزيئات | الخلايا                                | الدوائر | الفيزيولوجيا | السلوك | المقاييس الذاتية | النماذج التجريبية                               |
| الارتباط والتعلّق                              | غير متوفر | CRF، مستقبل CRFR2، D1، دوبامين، كور، مستقبل أفيوني مو، أوكسيتوسين، مستقبل أوكسيتوسين، فازوبريسين، مستقبل فازوبريسين 1أ | الخلايا كبيرة النواة لإفراز أوكسيتوسين | اللوزة، BNST، التلافيف الوجهية، NAcc، OFC، PVN، VMPFC، VTA-NAcc-VP-اللوزة                                           | تنشيط الجهاز العصبي الودي، تنشيط محور HPA، تثبيط HPA، مؤشرات مناعية، استجابات مناعية، تغيرات الهرمونات الجنسية، نغمة العصب المبهم                                 | تكوين التعلّق، الحفاظ على القرب، تفضيل الفرد، الحفاظ على التعلّق، الضيق عند الانفصال                                                                   | مقابلة التعلّق للكبار، استبيان التعلّق للأطفال، مقياس نمط التعلّق، مقياس الحزن، استبيان العلاقات الوثيقة، مقياس التعلّق بالوالدين والأقران، مقياس الدعم الاجتماعي المدرك، أداة الترابط الأبوي، QSORT، مقياس التعلّق الوالدي، مقياس انعدام التفاعل الاجتماعي، المقاييس الاجتماعية في الاكتئاب | لعبة Cyberball، مهمة One-Armed Bandit           |
| التواصل الاجتماعي: استقبال التواصل الوجهي     | غير متوفر | دوبامين، FMRP، GABA، أوكسيتوسين، سيروتونين، تستوستيرون، فازوبريسين                                                     | خلايا انتقائية للوجه، خلايا مرآة       | اللوزة-جذع الدماغ، IFG-INS-اللوزة/VSOFC-ACC-اللوزة-المخطط، الشبكات في حالة الراحة، V1-FFA-STS-اللوزة، V1-FFA-STS-VS | ECoG، عدم التناسق الأمامي للدماغ، EMG للوجه، معدل ضربات القلب/الضغط/التنفس، تغير تدفق الدم الموضعي، N170، N250، اتساق الشبكة، اتساع الحدقة، SCR، رد الفعل المفاجئ | ملاحظة السلوك/أنظمة الترميز، تتبع نظرات العين، التعرف على المشاعر، التقليد الضمني، أنماط المسح البصري                                                | مقاييس الإثارة، مقياس تصنيف الوجوه | توجيه النظرة، اختبار التعرف على المشاعر (ER-40) |
| التواصل الاجتماعي: إنتاج التواصل الوجهي       | غير متوفر | AP، Contactin | غير متوفر                              | حركات العين: PPC-SC-SNc-SEF-FEF-CB، تعابير الوجه: مناطق تشمل PAG وAC                                                | EMG للوجه، تغير معدل ضربات القلب، NIRS، مقياس لون الجلد، اتساع الحدقة، SCT، إفراز الدموع                                                                          | ملاحظة السلوك/أنظمة الترميز، تجنب/الاتصال البصري، إنتاج تعبيرات الوجه، إدارة الرأس، تقليد الإيماءات، التفاعل العاطفي المتبادل، التقاء النظر المتبادل | استبيان إظهار التعبير العاطفي (Berkeley) | غير متوفر                                       |
| التواصل الاجتماعي: استقبال التواصل غير الوجهي | غير متوفر | أوكسيتوسين، فازوبريسين                                                                                                 | غير متوفر                              | A1-RSTG، MPFC، الأخدود الصدغي العلوي، VLPFC                                                                         | EEG، تدفق الدم الموضعي، اتساق الشبكة | فهم النبرة العاطفية، فهم الإيماءات غير اللفظية، فهم الفكاهة، فهم السخرية/التهكم، فهم المجاز                                                          | مقياس الاستجابة الاجتماعية | نماذج اجتماعية متعددة الوسائط                   |
| التواصل الاجتماعي: إنتاج التواصل غير الوجهي   | غير متوفر | غير متوفر | غير متوفر                              | R-IFG، RSTG، دوائر الطيور المغردة                                                                                   | غير متوفر | البكاء/الضحك، الإيماءات/التعابير الجسدية، اللعب التفاعلي، الاستجابة للضيق/الانفصال، النطق العاطفي، الأصوات                                           | مقياس الاستجابة الاجتماعية | نماذج اجتماعية متعددة الوسائط                   |
| الإدراك والفهم الذاتي: الإحساس بالوكالة       | غير متوفر | غير متوفر | غير متوفر                              | الجزيرة اليمنى-الفص الجبهي السفلي الأيمن، الجداري الأيمن، SMA-الحسية الجسدية-الحركية الأولية                        | جهود الحركية من فروة الرأس | أوهام التحكم، الفهم بأن الجسم يخص الفرد، الهلوسات، السلوكيات النمطية                                                                                 | مقياس الانحراف الإدراكي | غير متوفر                                       |
| الإدراك والفهم الذاتي: المعرفة الذاتية        | غير متوفر | غير متوفر | خلايا فون إيكنومو                      | الفص الجبهي السفلي الأيسر، MPFC، الحزامية الخلفية/اللحاء الجداري الداخلي، الحزامية الأمامية البطنية                 | P300s للمحفزات الذاتية | تصور مناسب للكفاءة، المهارات، القدرات، المعتقدات، النوايا، الرغبات، والحالات العاطفية                                                                | مقياس مستويات الوعي العاطفي، مقياس الوعي الذاتي الخاص، مكونات الذات في مقياس الأساليب العزو، مقياس المراقبة الذاتية، مقياس ألكسيثيميا (Toronto) | نموذج الذاكرة المرجعية الذاتية                  |
| الإدراك وفهم الآخرين: إدراك الحيوية           | غير متوفر | غير متوفر | غير متوفر                              | منطقة الجسم خارج القشرة البصرية، منطقة الوجه المغزلي، منطقة الوجه القذالية، الأخدود الصدغي العلوي                   | تثبيط موجة MU | القدرة على تعيين الحيوية بشكل مناسب لعوامل أخرى | غير متوفر | عرض النقاط للتمييز الحيوي                       |
| الإدراك وفهم الآخرين: إدراك الأفعال           | غير متوفر | غير متوفر | خلايا مرآة                             | القشرة الجدارية السفلى، الأخدود الصدغي العلوي، القشرة الحركية البطنية / الظهرية                                     | تسهيل القشرة النخاعية (TMS)، تثبيط موجة MU | القدرة على تحديد الأفعال، تتبع النظرة، التقليد، المحاكاة                                                                                             | مقياس التعاطف العاطفي المتوازن، مقياس التعاطف، مقياس أخذ المنظور والاهتمام العاطفي في مؤشر التفاعل بين الأشخاص | مهمة كيف ولماذا (How/Why Task)                  |
| الإدراك وفهم الآخرين: فهم الحالات العقلية     | غير متوفر | أوكسيتوسين، فازوبريسين                                                                                                 | غير متوفر                              | MPFC، اللحاء الجداري، الأخدود الصدغي العلوي، القطب الصدغي، التقاطع الصدغي الجداري                                   | غير متوفر | تفسيرات مناسبة للنوايا والأهداف والمعتقدات لدى الآخرين                                                                                               | مقياس التعاطف العاطفي المتوازن، مقياس التعاطف، مكونات أخرى من مقياس الأساليب العزو، مقياس أخذ المنظور والاهتمام العاطفي | غير متوفر                                       |

المجالات مؤقتة: "من المهم التأكيد على أن هذه المجالات والبنى المحددة هي مجرد نقاط انطلاق غير محددة أو ثابتة."  كما أُضيفت بنى فرعية إلى بعض البنى. على سبيل المثال، الإدراك البصري، والإدراك السمعي، والإدراك الشمي/الحسي الجسدي/متعدد الوسائط، كبنى فرعية لبنية الإدراك. 

## المنهجية
تتميز منهجية معايير مجال البحث عن الأنظمة التقليدية لمعايير التشخيص.
على عكس أنظمة التشخيص التقليدية (مثل الدليل) التي تستخدم التصنيف، فإن معايير مجال البحث هو "نظام أبعاد" - فهو يعتمد على الأبعاد التي "تمتد على النطاق من الطبيعي إلى غير الطبيعي". 
في حين أن أنظمة التشخيص التقليدية تُراجع وتُطوّر نماذجها السابقة بشكل تدريجي، فإن "تشخيص الأمراض العصبية والنفسية لا يُحدد فئات الاضطرابات الحالية".  تشرح الوثائق الرسمية هذه الميزة، فتقول: "بدلاً من البدء بتعريف للمرض والبحث عن أسسه العصبية الحيوية، يبدأ تشخيص الأمراض العصبية والنفسية بالفهم الحالي للعلاقات بين السلوك والدماغ ويربطها بالظواهر السريرية". 
بخلاف أنظمة التشخيص التقليدية، التي تعتمد عادةً على التقارير الذاتية والمقاييس السلوكية وحدها، يهدف إطار عمل معايير مجال البحث صراحةً إلى تمكين الباحثين من الوصول إلى نطاق أوسع من البيانات. بالإضافة إلى مقاييس التقارير الذاتية أو مقاييس السلوك، يتضمن معايير مجال البحث أيضًا وحدات تحليل تتجاوز تلك الموجودة في الدليل التشخيصي والإحصائي للأمراض النفسية، مما يسمح له بالاستفادة من رؤى حول الجينات والجزيئات والخلايا والدوائر وعلم وظائف الأعضاء والنماذج واسعة النطاق.  تتنبأ المناهج المبكرة القائمة على البيانات للأنماط الظاهرية النفسية التشخيصية المستمرة عبر معايير مجال البحث بالتشخيص السريري عبر التشخيص، ولديها ارتباطات جينية، ليس فقط في الفئات السريرية.  

## قراءة إضافية
- Aragona، Massimiliano (يونيو 2014). "Epistemological reflections about the crisis of the DSM-5 and the revolutionary potential of the RDoC project" (PDF). Dialogues in Philosophy, Mental and Neuro Sciences. ج. 7 ع. 1: 11–20. مؤرشف من الأصل (PDF) في 2023-02-13.
- Cuthbert، Bruce N. (مارس 2015). "Research Domain Criteria: toward future psychiatric nosologies". Dialogues in Clinical Neuroscience. ج. 17 ع. 1: 89–97. DOI:10.31887/DCNS.2015.17.1/bcuthbert. PMC:4421905. PMID:25987867. مؤرشف من الأصل في 2016-10-31.{{استشهاد بدورية محكمة}}:  صيانة الاستشهاد: مسار غير صالح (link)
- Elvevag، Brita؛ Cohen، Alex S.؛ Wolters، Maria K.؛ Whalley، Heather C.؛ Gountouna، Viktoria-Eleni؛ Kuznetsova، Ksenia A.؛ Watson، Andrew R.؛ Nicodemus، Kristin K. (سبتمبر 2016). "An examination of the language construct in NIMH's research domain criteria: Time for reconceptualization!". American Journal of Medical Genetics. Part B, Neuropsychiatric Genetics. ج. 171 ع. 6: 904–19. DOI:10.1002/ajmg.b.32438. PMC:5025728. PMID:26968151.
- Jayson، Sharon (12 مايو 2013). "Books blast new version of psychiatry's bible, the DSM". USA Today. مؤرشف من الأصل في 2025-07-15.
- Ledford، Heidi (10 مايو 2013). "Psychiatry framework seeks to reform diagnostic doctrine". Nature News. DOI:10.1038/nature.2013.12972. S2CID:155460415. مؤرشف من الأصل في 2021-02-11.
- Morris، Sarah E.؛ Cuthbert، Bruce N. (مارس 2012). "Research Domain Criteria: cognitive systems, neural circuits, and dimensions of behavior". Dialogues in Clinical Neuroscience. ج. 14 ع. 1: 29–37. DOI:10.31887/DCNS.2012.14.1/smorris. PMC:3341647. PMID:22577302. مؤرشف من الأصل في 2024-12-25.

## روابط خارجية
- صفحة المعهد الوطني الأمريكي للصحة العقلية على RDoC
- "نحو فهم جديد للأمراض العقلية" محاضرة TED ألقاها مدير المعهد الوطني للصحة العقلية توماس ر. إنزل
- مقدمة فيديو لـ RDoC بواسطة المعهد الوطني الأمريكي للصحة العقلية